# 扬·迪达克
扬·齐格蒙特·迪达克（波蘭語：Jan Zygmunt Dydak，1968年6月14日—2019年3月27日），波兰前男子拳击运动员。他曾代表波兰参加1988年夏季奥林匹克运动会拳击比赛，获得男子67公斤级铜牌。